# Nganassans
Els nganassans (altres transcripcions: Nganassan, Nganasan) és un poble samoieda del nord de Sibèria central, al Krai de Krasnoiarsk, al nord del cercle polar àrtic.

## Nom
El nom d'aquest grup prové de la distinció del terme nja, que designa "l'humà" en la llengua. L'etnògraf Boris O. Dolgikh indica que "hòmens autèntics" es diu nganasana. Aleshores, esdevé important entendre que els nganassans actuals són descendents de diversos grups o "clans" distintius: principalment samoiedes nganassans, però també samoiedes enets i tungusos.

## Distribució i ubicació
El poble nganassan modern es distribueix principalment a la meitat central i nord-oest de la península de Taimir, dins del raió de Dolgan-Nenets Taimir del territori de Krasnoiarsk i a les zones sota l'administració de la ciutat de Dudinka. Entre les dècades dels 1940 i dels 1960, com a part del pla soviètic per a l'assentament dels pobles nòmades, se'ls construïren pobles lluny dels seus assentaments nòmades tradicionals, al territori dels dolgans: Ust-Avam, Volotchanka i Novaïa. Hui, la majoria dels nganassans encara es concentren en aquests pobles. Només un centenar de persones viuen en un estat semisedentari a la tundra, subsistint de la caça i la pesca, al curs alt del Dudypta.
Història de la demografia dels nganassans a Rússia al segle XX:
La llengua del poble nganassan és el nganassan, una llengua samoieda. Segons les dades del cens de Rússia del 2010, la majoria dels nganassans parlen rus (851 persones); d'altra banda, segons el mateix cens, només 125 personnes parlen nganassan.

## Anàlisi genètica
Per l'anàlisi del cromosoma Y de l'ADN (que es transmet en línia directa pels hòmens), el 92% dels nganassans pertanyen a l'haplogrup N1a2b-P43 (ru) (samoieda, un 5% a l'haplogrup C i un 3% a l'haplogrup O (ADN-Y). Aquest és l'indicador més alt de l'haplogrup N1a2b entre tots els pobles (els iuracs són al 74%).

## Economia i costums
Les activitats tradicionals dels nganassans són la caça de rens salvatges, aus aquàtiques i, des del segle XIX, la cria de rens; també es dediquen en menor mesura al comerç de pells i a la pesca.
La caça es realitza sobretot a l'estiu i a la tardor (de juny a novembre).

### Habitatge tradicional
La casa tradicional és un <i>tchum</i> cònic semblant al dels iuracs. La mida en depenia del nombre de persones que hi vivien, normalment entre una i cinc famílies; i fluctuava de mitjana entre 3 i 9 m de diàmetre. Els marcs del tchum estaven formats per 20 a 60 llargs pals muntats en forma de con i coberts amb pell de ren. A l'estiu, el tchum es cobria amb una capa de pell, mentre que a l'hivern en calien dues capes. La porta era feta del mateix material i s'instal·lava segons la direcció del vent. A l'hivern, s'erigeixen piles de terra al voltant del tchum per protegir-lo del vent. Al centre, davant l'entrada, hi havia la llar de foc. A la part superior hi havia una obertura per a l'evacuació del fum. Darrere de la llar de foc hi havia el "lloc net" (sieng), on les dones no havien d'anar. El lloc de les dones era a prop de l'entrada, on s'emmagatzemaven els estris de la casa.
De la dècada dels 1930 ençà, també s'ha utilitzat el balok dolgan: és un trineu coronat amb marcs sobre els quals s'estenen pells de ren o lones. Durant l'any, els pastors de rens canvien de casa tres vegades: utilitzen el balok a l'hivern, el tchum a l'estiu i una tenda coberta amb lones a la tardor. L'entrada de la casa sol estar orientada al sud-est. A finals del segle XIX i primeria del XX, els nganassans no tenien un lloc permanent on viure. Les rutes de transhumància es planificaven amb els veïns.

### Roba i moda
La roba tradicional és feta de pell de ren.
A la primavera, per a protegir-se els ulls de la llum encegadora per la neu, duien ulleres fetes d'una placa de metall o os amb una escletxa, subjectada amb una corretja de cuir.
Tant les dones com els hòmens portaven els cabells llargs, lligats en dues trenes lubricades amb greix de ren. Solien dur penjolls de metall a les trenes.

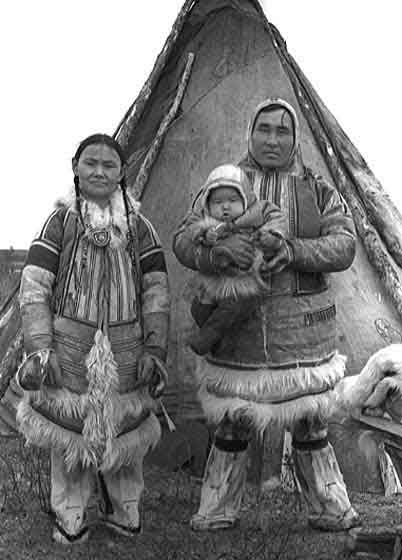
Família, 1927
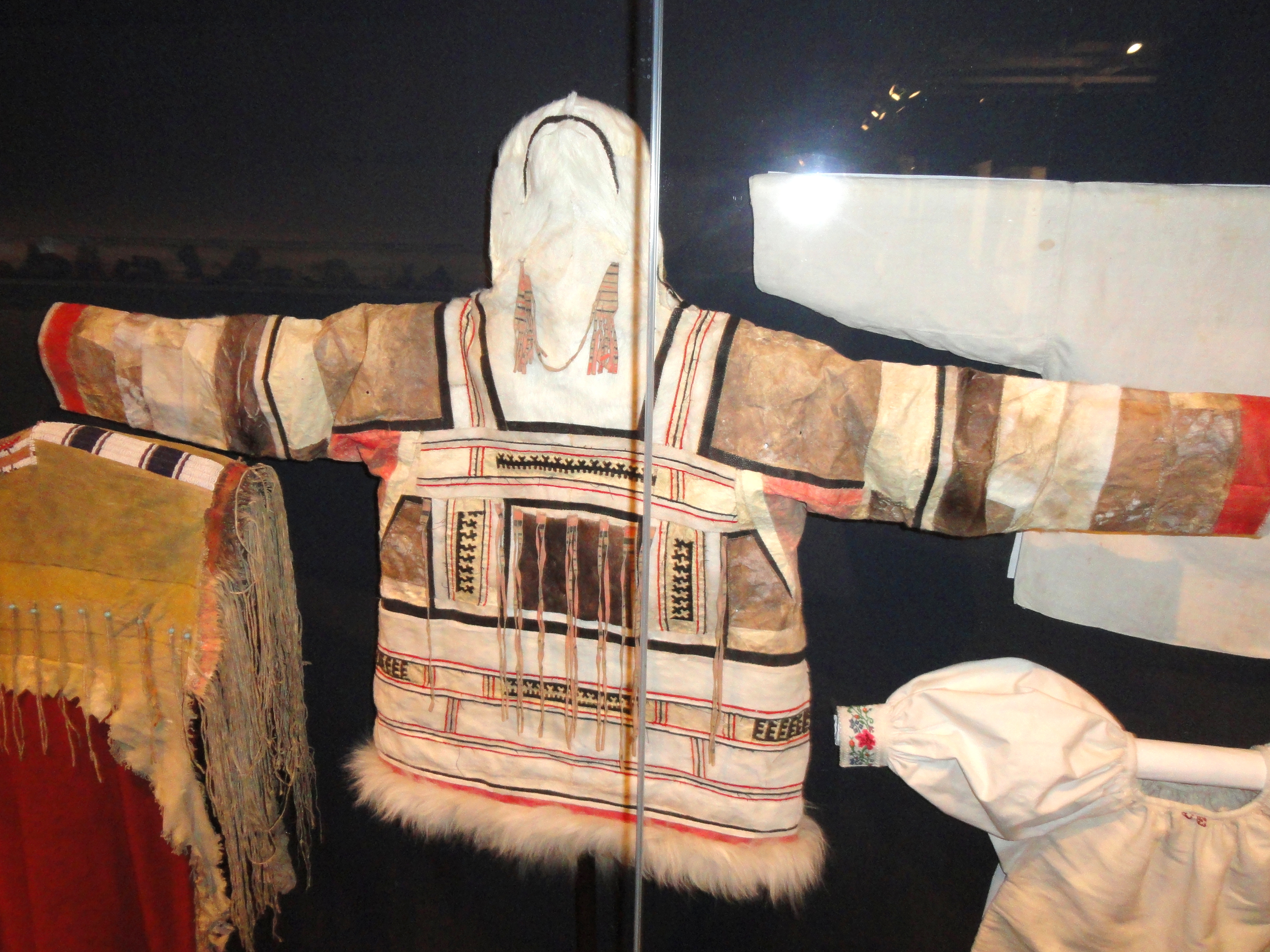
Roba de xic, 1950
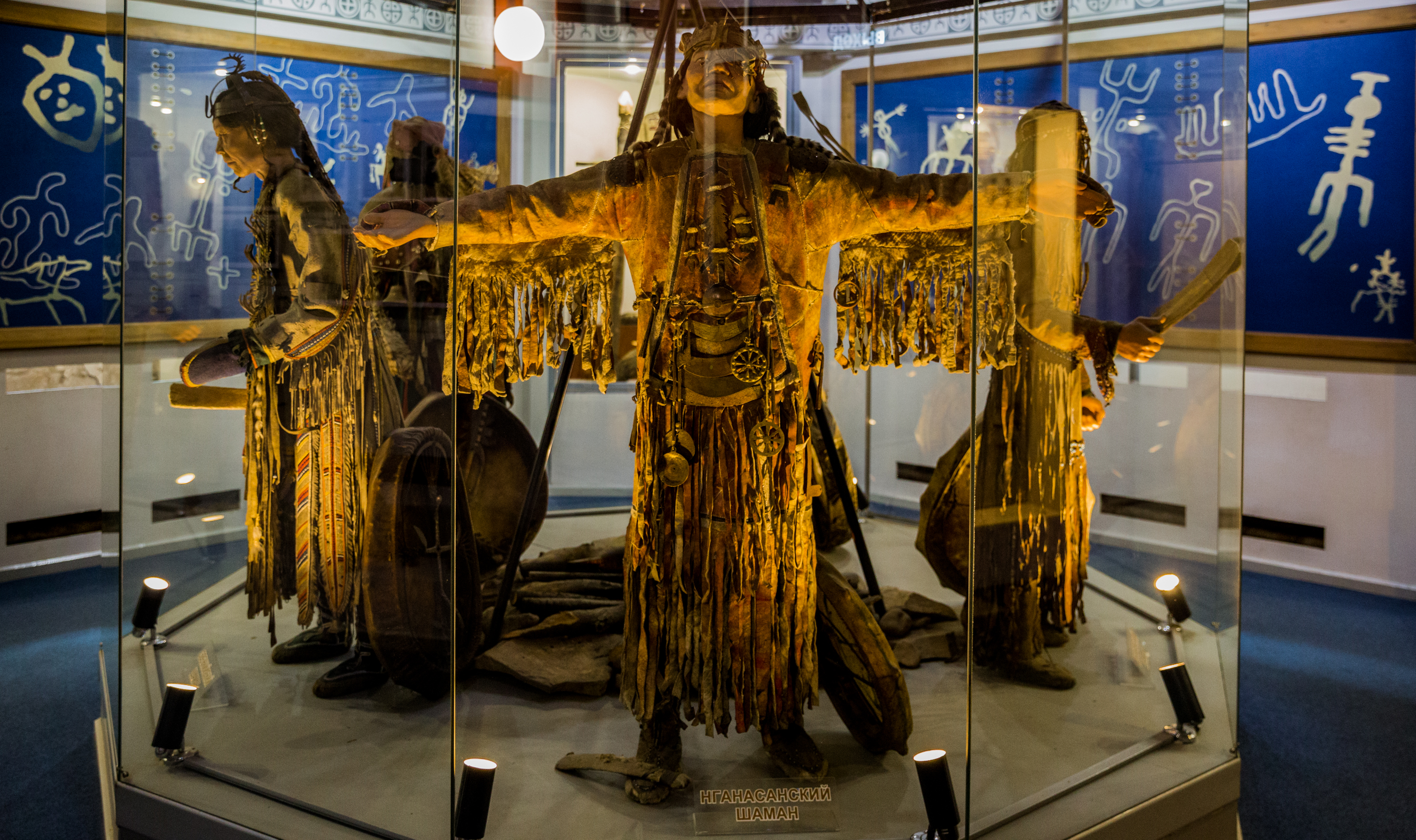
Vestit de xaman
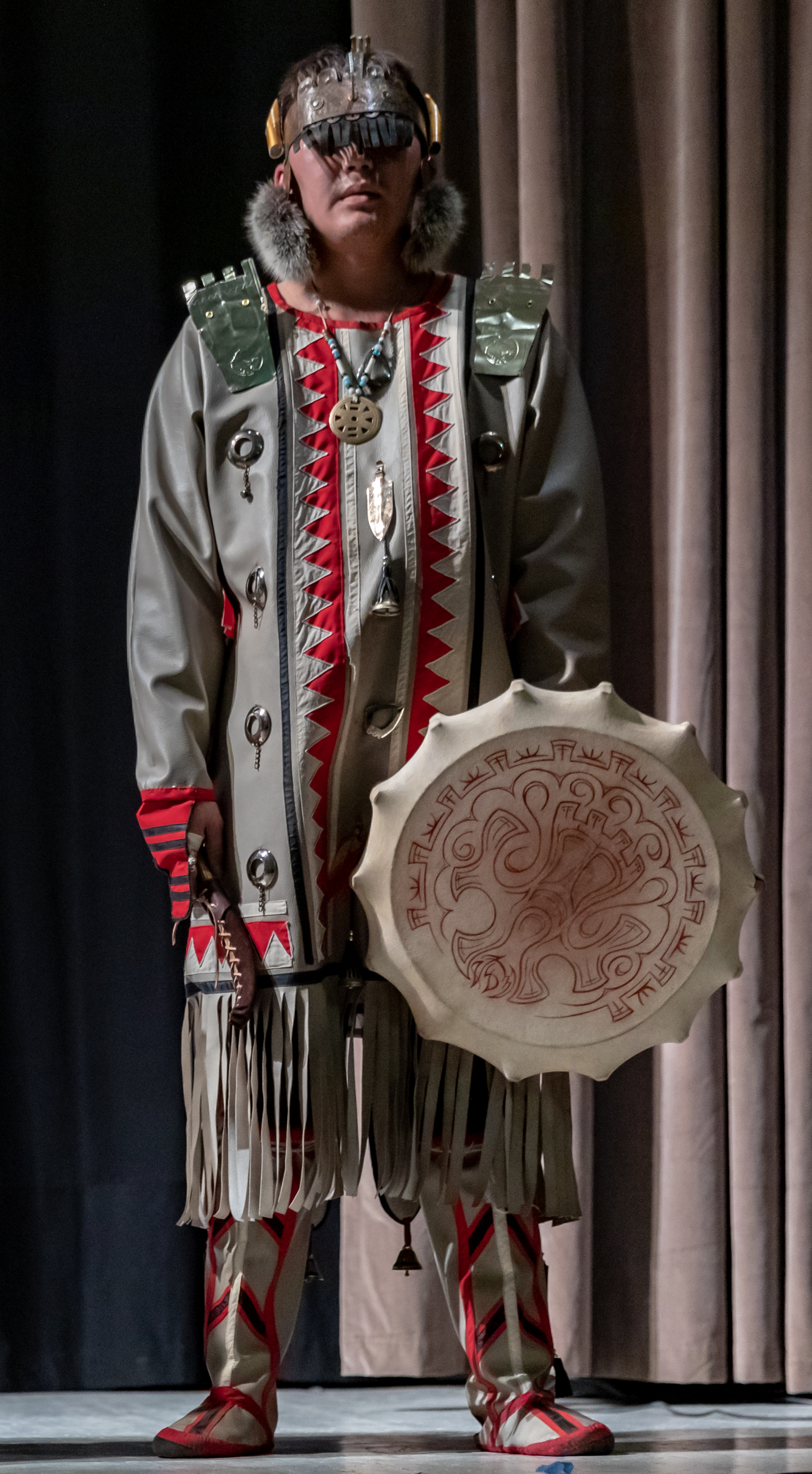
Bateria
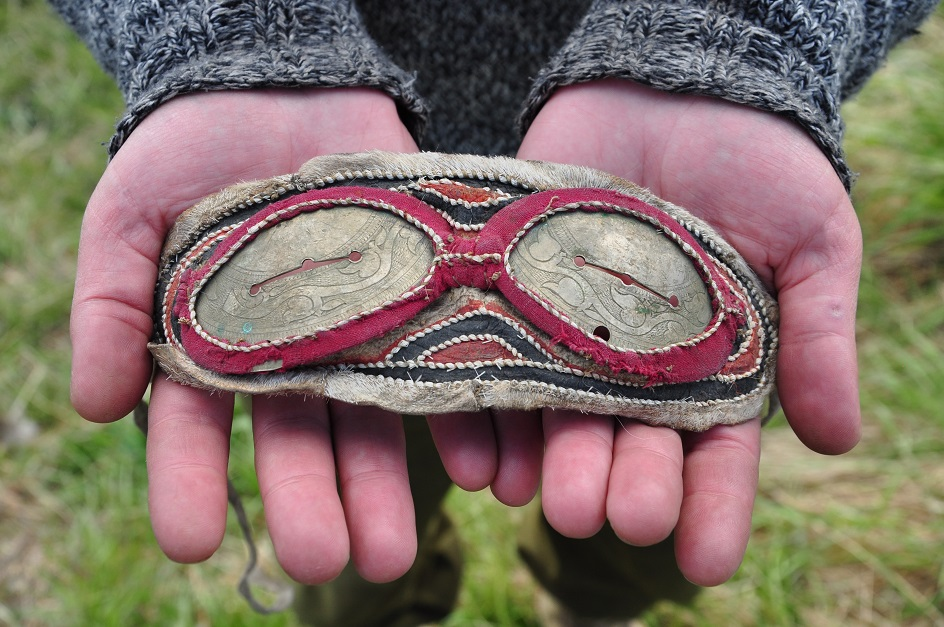
Ulleres nganassan

## Folklore
El folklore nganassan no començà a estudiar-se més que a finals de la dècada dels 1920. Durant els censos circumpolars dels 1926-1927, es van dedicar alguns articles al folklore nganassan. A la dècada dels 1930, Andrei Popov va gravar els textos dels xamans nganassans (ngueda).
El folklore oral dels nganassans es pot dividir en dues seccions: els sitabi, poemes heroics sobre cavallers, i el diouroumé, que agrupen la resta de gèneres en prosa. Una part important del folklore es reserva per a cançons improvisades (baly), cançons obscenes (kaïngueïrou), endevinalles (toumta) i proverbis.